# Haciendas azucareras de Perú

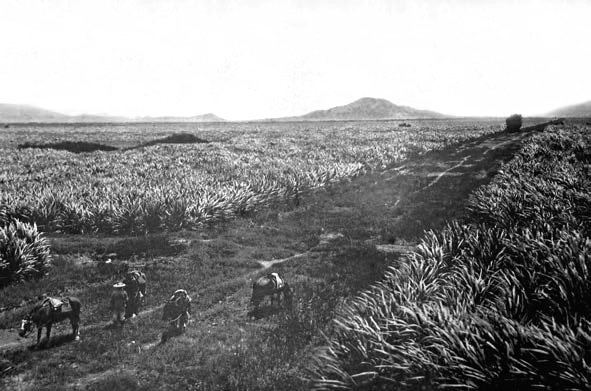
Hacienda azucarera de Larco, Perú.

Las haciendas azucareras de Perú fueron fincas (generalmente de gran extensión) dedicadas a la siembra y procesamiento de la caña de azúcar. Existieron desde el siglo XVI (fundadas por los jesuitas) hasta la reforma agraria de Perú en el que fueron expropiadas por las iniciativas del general Juan Velasco Alvarado (a partir de 1969).

## Historia
La primera hacienda azucarera jesuita fue adquirida en Huacho y tenía por nombre "Vilcahuaura" que tenía peones indios los cuales ganaban hasta 40 pesos anuales. : 83  Las ganancias se usaban para cubrir los gastos del Colegio del Cercado. Luego de la expulsión de los Jesuitas, Vilcahuaura pasaría a ser propiedad Pedro Carrillo, de Sebastián del Castillo, luego de las familias Salinas y Gallo, hasta la Reforma Agraria.
Juan Bayón de Campomanes fue el primer "encomendero" en comprar grandes extensiones de tierra en el valle de Huaura, entre ellas la hacienda Vilcahuaura, la cual fue heredada a su hijo en 1594 y vendida a Pedro de Castro Isasiga al siguiente año.: 29 
Para esas fechas (1594) en el Perú ya había cuatro trapiches que molían caña y producían azúcar.
En 1684 les donaron a los jesuitas otra hacienda: "San Juan de la Pampa" ubicada cerca de Huaura con una extensión de 700 hectáreas, cuyas ganancias eran usadas para cubrir los gastos de la Casa de los Desamparados.
Las guerras de la Independencia y las luchas caudillistas causaron muchos destrozos en el campo. Tanto por las luchas como por las levas que reducían la mano de obra y la confiscación de caballos y mulas.
En 1834 la empresa británica Gibbs & C°. realizó, de manera experimental, un embarque de unas 280 toneladas de azúcar en el bergantín “Pacífico” para el mercado inglés. Aunque el ejemplo de Gibbs no fue seguido, las haciendas azucareras peruanas buscaron otras formas de comercio especialmente con la manufactura de ron.
A partir de la segunda mitad del siglo XIX, la guerra civil norteamericana en la década de 1860 destruyó los cañaverales del sur de Estados Unidos creando una crisis mundial por escasez de azúcar. Este hecho dio la oportunidad al desarrollo de los productores peruanos quienes se beneficiaron de ese boom por varios años.
Pasada la guerra civil y cuando Europa, Francia en especial, temerosa de tener que depender de los productores extranjeros ante los posibles bloqueos desarrolló la producción de azúcar de remolacha y tumbó los mercados azucareros de quienes habían sido sus proveedores entre ellos, Perú. De otro lado, la crisis económica una vez post-bonanza del guano (con la consecuente caída del crédito internacional y la inflación monetaria) se sumó con la guerra con Chile que terminó con la derrota peruana terminó por impactar fuertemente a las haciendas azucareras las cuales o pagaban (y entraban en graves problemas económicos) y no pagaban (y sufrían los incendios de reclamo).
Sin embargo, a finales del XIX aún eran muchas las haciendas y los ingenios que estaban en actividad y tan solo en el valle de Chicama operaban veinticinco de ellas con producción plena. Según el censo de J. B. Martinet (1877) 240 haciendas de la costa de Perú sembraban caña, y de éstas, la mitad podían ser consideradas modernas. Las otras compartían el cultivo de la caña con otros productos. En ese mismo trabajo de Martinet, éste afirmaba que "los brazos que emplea la industria azucarera en el Perú son los brazos mercenarios contratados en las costas de Asia. Se estima que para la explotación de una hacienda que cultiva 500 hás. de caña de azúcar son necesarios 400 a 500 chinos, alrededor de 150 pares de bueyes y 100 caballos o mulas".
A principios del siglo XX, los hacendados se vieron forzados a vender a las nuevas organizaciones capitalistas que estaban deseosas "de acelerar la producción a fin de neutralizar la caída de los precios". En el valle de Chicama, entre los años 1900 y 1910 más de catorce haciendas fueron adquiridas por dos gigantes emergentes de la industria: los hermanos Larco (relacionadas con la familia de José A. Larco y con estrechas relaciones con Graham, Rowe and Co.) y los Gildemeister.
El 24 de junio de 1969, con el decreto de la ley que desató el proceso de la reforma agraria, provocó que alrededor de 11 millones de hectáreas fueran adjudicados a cooperativas y comunidades campesinas. Las cooperativas agrarias de producción (CAP) fueron formadas en las haciendas agrícolas de la costa como propiedad colectiva de los trabajadores agrícolas.
Los complejos agroindustriales de la costa fueron los primeros en ser expropiados por esta reforma y el 24 de junio de 1969 tanques, jeeps y camiones con soldados armados ingresaron a las azucareras de la costa norte para tomar las instalaciones y desalojar a sus propietarios, avanzando así, según Enrique Mayer, en la toma de los "privilegios de la oligarquía terrateniente nacional".: 344–345 

## Principales haciendas azucareras
En La Libertad se encontraban:
- Cartavio (Grace)
- Casa Grande (Gildemeister)
- Santa Catalina- Chiclin (Larco)
- Roma (Larco)
- Sintuco (Orbegoso)
- Chiquitoy (De Orbegoso)
- Laredo (Chopitea)
- Facalá (Albrecht)
- Sausal (Albrecht)

En Lambayeque:
- Tumán (Pardo)
- Pomalca (de la Piedra)
- Cayaltí (Aspillaga)
- El Choloque (Muro)
- La pared (Muro)
- Batán Grande (Aurich)
- Luya (Barragán)

En Lima:
- Andahuasi (Salinas)
- Humaya (Salinas)
- Paramonga (Grace) hoy (Wong)
- Villa (De Lavalle)
- Vilcahuara (Fam Gallo)

En Cañete:
- Arona (Alayza)